# UFC 79
UFC 79: Nemesis è stato un evento di arti marziali miste tenuto dalla Ultimate Fighting Championship il 29 dicembre 2007 al Mandalay Bay Events Center di Las Vegas, Stati Uniti d'America.

## Retroscena
L'incontro principale avrebbe dovuto essere tra Matt Serra e Matt Hughes per il titolo dei pesi welter, ma il primo di questi si infortunò e quindi si decise di istituire una cintura ad interim con Georges St-Pierre come sostituto di Serra.

## Risultati

### Card preliminare
- Incontro categoria Pesi Leggeri:  Mark Bocek contro  Doug Evans

Bocek sconfisse Evans per decisione unanime (29–28, 29–28, 29–28).
- Incontro categoria Pesi Welter:  Roan Carneiro contro  Tony DeSouza

Carneiro sconfisse DeSouza per KO Tecnico (colpi) a 3:30 del secondo round.
- Incontro categoria Pesi Medi:  Dean Lister contro  Jordan Radev

Lister sconfisse Radev per decisione unanime (30–27, 30–27, 30–27).
- Incontro categoria Pesi Leggeri:  Manvel Gamburyan contro  Nate Mohr

Gamburyan sconfisse Mohr per sottomissione (achillies lock) a 1:31 del primo round.
- Incontro categoria Pesi Mediomassimi:  James Irvin contro  Luiz Cané

Irvin sconfisse Cane per squalifica (ginocchiata illegale) a 1:51 del primo round.

### Card principale
- Incontro categoria Pesi Leggeri:  Rich Clementi contro  Melvin Guillard

Clementi sconfisse Guillard per sottomissione (strangolamento da dietro) a 4:40 del primo round.
- Incontro categoria Pesi Mediomassimi:  Lyoto Machida contro  Rameau Thierry Sokoudjou

Machida sconfisse Sokoudjou per sottomissione (strangolamento triangolare) a 4:20 del secondo round.
- Incontro categoria Pesi Massimi:  Eddie Sanchez contro  Soa Palelei

Sanchez sconfisse Palelei per KO Tecnico (colpi) a 3:24 del terzo round.
- Incontro categoria Pesi Mediomassimi:  Chuck Liddell contro  Wanderlei Silva

Liddell sconfisse Silva per decisione unanime (29–28, 30–27, 30–27).
- Incontro per il titolo dei Pesi Welter ad Interim:  Georges St-Pierre contro  Matt Hughes

St-Pierre sconfisse Hughes per sottomissione (armbar) a 4:54 del secondo round e divenne il nuovo campione dei pesi welter ad interim.

## Premi
Ai vincitori sono stati assegnati 50.000$ per i seguenti premi:
- Fight of the Night:  Chuck Liddell contro  Wanderlei Silva
- Knockout of the Night:  Eddie Sanchez
- Submission of the Night:  Georges St-Pierre